# Tillandsia koideae
Tillandsia koideae là một loài thực vật có hoa trong họ Bromeliaceae. Loài này được Rauh & E.Gross miêu tả khoa học đầu tiên năm 1991.